# Gustaf Fröding
Gustaf Fröding, né le 22 août 1860 à Karlstad et mort le 8 février 1911 à Stockholm, est un poète suédois qui a aussi écrit en dialecte du Värmland.

## Biographie

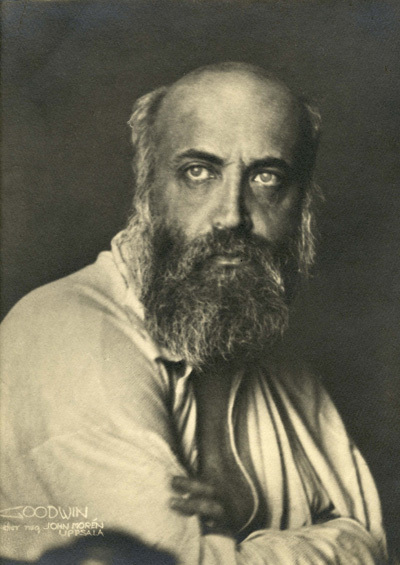
Gustaf Fröding. Photo de Henry B. Goodwin.

Alcoolique, diabétique et atteint de schizophrénie pour laquelle il est interné en hôpital psychiatrique, Fröding est considéré comme un « poète maudit » et l’un des plus grands poètes de son pays. 
Dès son premier recueil de poèmes, Gitarr och dragharmonika (« Guitare et accordéon »), en 1891, Fröding expose deux thèmes qui le suivront toute sa vie : des descriptions humoristiques de la vie populaire dans sa province du Värmland et des réflexions angoissées sur sa propre aliénation et son isolement, le tout dans des vers éblouissants. L'angoisse grandit, tout comme l'indignation sociale, mais n'étouffe jamais complètement l'humour.
Nombre de ses poèmes ont été mis en musique et sont devenus des chansons populaires.

## Poésie
Version originale
Version française
- Poèmes, trad. de Jean Nogué, Paris, Les Belles lettres, 1966, 64 p.